# Augustana
Augustana es un grupo de rock estadounidense procedente de San Diego, California. Sus éxitos más conocidos son "Sweet and Low" y "Boston", que ha aparecido en numerosas series y programas de televisión.
La banda ha realizado varias giras y participado en muchas otras con artistas como Switchfoot, The Fray, Counting Crows, Maroon 5, Dashboard Confessional, O.A.R., Snow Patrol, The Damnwells, Goo Goo Dolls, Acceptance, y Cartel.

## Historia

### Formación y primer álbum
La banda la fundan Dan Layus y Josiah Rosen en Greenville, Illinois. Se trasladan a California, donde encuentran a su batería, Justin South. Pronto Stephen Short, productor y ganador de un Grammy, y Michael Rosenblatt se fijan en la banda, y se convierten en sus primeros managers y les ayudan a firmar un contrato con la discográfica Epic Records y EMI.    
El primer álbum de la banda se titula Midwest Skies and Sleepless Mondays y fue lanzado en 2003 con sólo 1000 copias. Más tarde el grupo publica Mayfield EP, del que únicamente se produjeron 25 copias. 

### All the Stars and Boulevards
Es con su segundo álbum con el que la banda llega realmente a la fama. All the Stars and Boulevards consigue vender 300.000 en los Estados Unidos,  1.000.000 sencillos del tema "Boston".
All the Stars and Boulevards salió a la venta el 6 de septiembre de 2005 y llegó a ser el número 1 de la lista Top Heatseekers de la revista Billboard, y el número 96 del Top 200 de la misma revista.  
El primer sencillo del álbum, titulado Boston, salió a la venta el mismo año. En realidad se trataba de una nueva versión de la canción, que originalmente se encontraba en su álbum debut, Midwest Skies and Sleepless Mondays. El disco volvió a ponerse a la venta el 12 de septiembre de 2006 y fue anunciado a través del sitio de la banda en MySpace. Sólo estuvo disponible en las tiendas Best Buy, así como en el sitio en Internet de esta compañía, en la cual se agotaron todas las copias al día siguiente de salir a la venta. El renovado álbum contaba con una versión remezclada del tema "Wasteland", una nueva canción llamada "Marie" y versiones acústicas y vídeos de "Boston" y "Stars and Boulevards".
Josiah Rosen abandonó la banda en abril de 2006 y firmó con la discográfica Appeal Records en la formación llamada The Last Almanac. Se tiene programado que en 2008 salga a la venta su primera obra, A Memoir.
A principios de 2007 el grupo se embarcó en su segunda gira, apoyados por el grupo británico Vega 4.

### Can't Love, Can't Hurt
El 29 de abril de 2008 la banda sacó a la venta su tercer álbum, Can't Love, Can't Hurt. El primer sencillo del álbum se titula "Sweet and Low".

## Discografía

### Álbumes
| información del álbum |
| --- |
| Midwest Skies and Sleepless Mondays - Publicado: a principios de 2003 - Primer álbum de larga duración de Augustana distribuido en actuaciones en el Medio Oeste y el Sur de California. - Producido por Jon King - Copias producidas: 1000 |
| All the Stars and Boulevards - Publicado: el 6 de septiembre de 2005 - Posición en las listas: #1 Billboard Top Heatseekers, #96 Billboard 200, #6 KROQ más solicitada. - Sencillos: "Stars and Boulevards," "Boston"                       |
| Can't Love, Can't Hurt - Publicado: el 29 de abril de 2008 - Posición en las listas: #21 Billboard 200 - Sencillos: "Sweet and Low" |
| Augustana - Publicado: el 26 de abril de 2011 - Posición en las listas: #9 Billboard Rock Albums, #29 Billboard 200 - Sencillos: "Steal Your Heart"                                                                                         |

### EP
| Mayfield EP - Publicado: 2003 - Producido por Augustana y Jon King - Copias: 25         |
| You'll Disappear - Publicado: 2005 - Sencillo/EP del álbum All the Stars and Boulevards |
| Can't Love, Can't Hurt EP - Publicado: el 26 de febrero de 2008 - iTunes EP exclusivo   |

### Sencillos
| Año  | Título                 | Posición en las listas | Posición en las listas | Posición en las listas  | Posición en las listas | Posición en las listas |                              |
| Año  | Título                 | Billboard Hot 100      | Billboard Pop 100      | Hot Adult Top 40 Tracks | Hot Digital Songs      | Top 40 Mainstream      |                              |
| 2005 | "Stars and Boulevards" | —                      | —                      | —                       | —                      | —                      | All the Stars and Boulevards |
| 2006 | "Boston"               | 34                     | 24                     | 10                      | 22                     | 24                     | All the Stars and Boulevards |
| 2008 | "Sweet and Low"        | 88                     | 66                     | 33                      | 44                     | —                      | Can't Love, Can't Hurt       |

## Entrevistas
- Entrevista a Jared Palomar de Augustana (Audio MP3) (en inglés)